# بالبرده د مریدا
بالبرده د مریدا (به اسپانیایی: Valverde de Mérida) یک شهرستان در اسپانیا است که در استان باداخس واقع شده‌است.

## خصوصیات
بالبرده د مریدا ۵۲٫۷ کیلومترمربع مساحت و ۱٬۱۹۳ نفر جمعیت دارد و ۲۶۷ متر بالاتر از سطح دریا واقع شده‌است.